# The Whispers (serie televisiva)
The Whispers è una serie televisiva statunitense creata da Soo Hugh con Steven Spielberg come produttore esecutivo per il network ABC, basata sul racconto Ora zero di Ray Bradbury, incluso nella raccolta L'uomo illustrato.
La serie ha debuttato sull'ABC il 1º giugno 2015, venendo cancellata dopo il termine della prima stagione, il 19 ottobre 2015.
In Italia viene trasmessa in prima visione pay dal canale Fox, della piattaforma satellitare Sky Italia, dall'8 settembre 2015.

## Trama
Una forza sconosciuta, conosciuta come Drill, invisibile e silenziosa, fa la sua comparsa sulla Terra utilizzando i bambini per scopi sconosciuti.
Comunicando in modo apparentemente telepatico con i bambini, l'essere riesce a manovrarli per raggiungere i suoi obiettivi misteriosi e inquietanti.

## Episodi
| Stagione       | Episodi | Prima TV originale | Prima TV Italia |
| -------------- | ------- | ------------------ | --------------- |
| Prima stagione | 13      | 2015               | 2015            |

## Personaggi e interpreti

### Principali
- Claire Bennigan, interpretata da Lily Rabe, doppiata da Francesca Manicone. Agente dell'FBI specializzata in casi in cui sono coinvolti bambini.
- Wes Lawrence interpretato da Barry Sloane, doppiato da Massimiliano Manfredi. Ex agente dell'FBI, ora membro del Dipartimento della Difesa.
- John Doe/Sean Bennigan, interpretato da Milo Ventimiglia, doppiato da Emiliano Coltorti. Marito di Claire, creduto morto.
- Jessup Rollins, interpretato da Derek Webster, doppiato da Roberto Draghetti. Agente dell'FBI, collega di Claire.
- Lena Lawrence, interpretata da Kristen Connolly, doppiata da Myriam Catania. Moglie di Wes e madre di Minx.
- Maria Benavidez, interpretata da Catalina Denis, doppiata da Domitilla D'Amico. Dottoressa, collaboratrice dei protagonisti.
- Minx Lawrence, interpretata da Kylie Rogers, doppiata da Ginevra Pucci. Figlia di Wes e Lena.
- Henry Bennigan, interpretato da Kyle Harrison Breitkopf, doppiato da Alessandro Carloni. Figlio di Claire e Sean, è sordo e comunica con la lingua dei segni. Recupera l'udito grazie a Drill.

### Ricorrenti
- Amanda Well, interpretata da Autumn Reeser, doppiata da Ilaria Latini.

## Produzione
Il 23 gennaio 2014 ABC ha ordinato l'episodio pilota, precedentemente intitolato The Visitors. Dopo aver visionato il pilota l'8 maggio 2014 il network ha ordinato ufficialmente la serie per la stagione 2014-2015.
Il 23 maggio 2014 è stato annunciato che la produzione della serie non sarebbe più avvenuta a Los Angeles, California, ma a Vancouver, Canada. Nel giugno 2014 è stato annunciato che Brianna Brown, che nel pilota ha interpretato il ruolo di Lena Lawrence, ha abbandonato la serie per ragioni creative. Il ruolo è stato successivamente affidato a Kristen Connolly.